# Gajre
Gajre (makedonsky: Гајре, albánsky: Gajrja) je vesnice v Severní Makedonii. Nachází se v opštině Tetovo v Položském regionu. 

## Geografie
Vesnice se nachází asi 3 km severozápadně od města Tetovo. Většina domů se nachází v nadmořské výšce až 700 m n. m. Rozloha vesnice je 7,3 km2.

## Historie
Dne 5. června 2001 na silnici Tetovo-Popova Čapka poblíž vesnice Gajre zabili albánští teroristé pět členů makedonské armády. Při střelbě bylo také zraněno šest členů bezpečnostních složek. 

## Demografie
Podle statistiky Vasila Kančova z roku 1900 žilo ve vesnici 85 obyvatel, všichni byli Albánci.
Podle posledního sčítání lidu z roku 2002 žije ve vesnici 1 020 obyvatel. Etnickými skupinami jsou:
- Albánci - 1 009
- Makedonci - 6
- Srbové - 1
- ostatní - 4